# 书库尔岱青
书库尔岱青（？—1667年），他是西迁的土尔扈特部领袖、卡尔梅克汗国太师，和鄂尔勒克的儿子。
1645年，父亲和鄂尔勒克在对俄罗斯沙皇国的战斗中阵亡，书库尔岱青继承了汗位。他五次与俄国进行谈判，被迫向俄罗斯沙皇表示臣服，宣誓效忠。对内部发展生产，繁衍人口，使汗国的常备军达到8万人，1667年，书库尔岱青去世，其子朋楚克继位。